# نشنال هاوسینگ بنک
نشنال هاوسینگ بنک (انگلیسی: National Housing Bank) شرکت بیمه هندی است، که در سال ۱۹۸۸ توسط وزارت اقتصاد هند تأسیس شد.